# Bo Donaldson & the Heywoods
Bo Donaldson & the Heywoods was een Amerikaanse popband.

## Bezetting
- Robert Walter 'Bo' Donaldson[3] (keyboards)
- Mike Gibbons[4] (leadzang, trompet)
- David Krock[5] (basgitaar, achtergrondzang)
- Rick Joswick[6] (leadzang en tamboerijn)
- Gary Coveyou[7] (saxofoon, fluit, achtergrondzang)
- Baker Scott (gitaar) (1974)
- Richard Brunetti (drums)

## Geschiedenis
De band werd in 1965 opgericht in Cincinnati door Robert Walter 'Bo' Donaldson. Ze werden pas ontdekt tijdens een tournee met The Osmonds tijdens de vroege jaren 1970. Ze tekenden een contract bij Family Productions en brachten hun eerste single Special Someone (1972) uit, maar hun grote doorbraak kwam met de wissel naar ABC Records en de platenproducer Steve Barri in 1973. Hoewel hun eerste single Deeper and Deeper bij ABC Records flopte, maakte de band vanaf 1974 een reeks hitsongs.
Hun eerste twee hits waren coverversies van Britse hits, waarvan de originele versies geen hits werden in de Verenigde Staten: Billy Don't Be a Hero (Paper Lace) (#1, Billboard Hot 100) en Who Do You Think You Are (Candlewick Green) (#15, Billboard Hot 100). Er volgden The Heartbreak Kid (#39) en hun sinistere laatste Hot 100-hit Our Last Song Together (#95), de laatste door het tandem Sedaka-Greenfield geschreven song. Billy Don't Be a Hero verkocht meer dan 3,5 miljoen exemplaren en kreeg daarvoor een gouden plaat van de R.I.A.A. in juni 1974. Ondanks de populariteit van de song, verfoeiden veel mensen de song en werd deze door het magazine Rolling Stone geplaatst op de 8e plaats van de 10 slechtste songs van de jaren 1970.
In 1975 begonnen ze een zoektocht langs drie andere labels toen hun hits aan het eind van het decennium verminderden. Vanaf 1978 werden ze bekend als The Bo Donaldson Band en gingen ze uiteindelijk uit elkaar na een mislukte poging met countrymuziek tijdens de jaren 1980. Ze  kwamen weer bij elkaar in 1996 met nostalgische optredens en traden nog steeds op, met name in de door Barry Williams gepresenteerde nostalgische show Original Idols Live.
In 1996 bracht Varese Vintage Records het compilatiealbum Best of Bo Donaldson And the Heywoods uit met origineel materiaal dat was uitgebracht door Family Productions (1972) en ABC Records (1973-1975). De cd bevat al hun hitsingles en omvat 9 van de 11 songs, uitgebracht op de lp Billy Don't Be a Hero (1974). De cd-booklet bevat albumnotities, geschreven door Gordon Pogoda. De cd bevat highlights als Who Do You Think You Are, The House on Telegraph Hill en The Heartbreak Kid. In 1975 werkte de band aan een tweede album met materiaal van ABC Records inbegrepen Our Last Song Together, uitgebracht als single en Take Me Make Me Yours, dat tot deze dag niet werd uitgebracht. Uiteindelijk verliet de band het label en wisselde naar Capitol Records, waar ze songs opnamen van Nicky Chinn en Mike Chapman, het schrijver/producenten-team achter de Britse band The Sweet.
Leadzanger en trompettist Mike Gibbons overleed op 2 april 2016.